# Sportunion Edelweiss Linz
Le Sportunion Edelweiss Linz est un club de handball situé à Linz en Autriche.

## Palmarès
- Championnat d'Autriche  (1) : 1969-1970